# جاي بي. جاكسون
جاي بي. جاكسون (بالإنجليزية: J. B. Jackson)‏ هو مهندس المناظر الطبيعية وجغرافي وكاتب ومؤرخ أمريكي، ولد في 25 سبتمبر 1909 في دينار في فرنسا، وتوفي في 28 أغسطس 1996.